# Mesoptyelus auropilosus
Mesoptyelus auropilosus är en insektsart som beskrevs av Kato 1933. Mesoptyelus auropilosus ingår i släktet Mesoptyelus och familjen spottstritar. Inga underarter finns listade i Catalogue of Life.